# Pénjamo
Pénjamo es la ciudad cabecera del municipio homónimo, uno de los 46 municipios del Estado mexicano de Guanajuato. Es una de las ciudades con mayor movimiento comercial del Estado, y es considerada la mayor ciudad del Suroeste de la entidad y la número 18 en población a nivel estatal contando según CENSO del 2020 con un población en la ciudad de  43 249 habitantes. 
Gran parte de la ciudad se localiza a faldas de la Sierra de Pénjamo. La ciudad forma parte de la Ruta 2010, la cual engloba escenarios importantes de la independencia nacional y revolución mexicana. Asimismo, la ciudad y partes del municipio son parte de la Ruta de la Independencia Estatal que recorre los principales puntos de interés (históricos y turísticos) relacionados con la independencia mexicana en el estado de Guanajuato, que incluye 9 municipios en total.
Su municipio se ubica al suroeste del estado, y cuenta con un total de 164 261.27 hectáreas de superficie que corresponden al 5.20 % del total estatal. Limita con los municipios de Abasolo, Cuerámaro, Manuel Doblado de Guanajuato, además de los Estados de Jalisco y Michoacán. De acuerdo a los datos el censo del año 2020 la población municipal total asciende a los 154 960 habitantes en total en el municipio, calculando una población de 43 249 habitantes en la Ciudad de Pénjamo, de los cuales la mayoría se dedica a los servicios, comercio, en medida a la industria y turismo. El lema de la ciudad es "Cuna de Hidalgo", debido a que en el año de 1753 nació en la comunidad de Corralejo perteneciente a Pénjamo el Padre de la Patria Mexicana, Miguel Hidalgo y Costilla.
Fue aprobada en el año 2010 por el Congreso de la Unión de los Estados Unidos Mexicanos, la zona Metropolitana de Pénjamo-La Piedad, la cual se sitúa en los estados mexicanos de Guanajuato y Michoacán. La zona registra una población, según el conteo 2010 del INEGI de 249 854 habitantes. La Delegación Santa Ana Pacueco, perteneciente a la Ciudad de Pénjamo, está unida a La Piedad, Michoacán y solo están divididas por el río Lerma aunque están unidas por 7 puentes (Compuertas, Río Grande, Cuota, Michoacán, Guanajuato, Cabadas y Morelos). Por lo cual ambas ciudades comparten necesidades y problemas comunes, y lo que provocó la búsqueda de esta zona metropolitana.

## Toponimia
El nombre del municipio y ciudad proviene de la lengua purépecha Pénxamu /ˈpe̞nʃämu/ que significa lugar de árboles ahuehuetes o sabinos. A la llegada de los colonizadores españoles se fundó el pueblo de San Francisco de Penxamo, nombre que aún aparece en el escudo de la ciudad y municipio. Finalmente en 1857 adquiere el título de Villa y en 1906 adquiere el título de Ciudad su cabecera municipal con el nombre de Pénjamo, nombre homónimo al de la municipalidad.

## Historia
El territorio que actualmente ocupan la ciudad y el municipio de Pénjamo tuvo como primeros pobladores a huachichiles y purépechas. La muestra más representativa de estas culturas es la Zona Arqueológica de Plazuelas, actualmente la más importante de las zonas arqueológicas del estado. 
La ciudad y el municipio fueron fundados el 12 de noviembre de 1542 con el nombre de San Francisco de Penxamo (en tarasco el nombre era Penlamu "lugar de sabinos o ahuehuetes") por virtud de la cédula expedida por el emperador Carlos V, en la que se facultó al capitán Diego Tomás de Jesuchihua a realizarla.
El 8 de mayo de 1753 tuvo lugar el nacimiento del Padre de la Patria, Miguel Hidalgo en la ex-Hacienda de Corralejo perteneciente a la jurisdicción de Pénjamo. Hoy, a dicha ex-hacienda se le conoce como Corralejo Hidalgo.
La ciudad fue escenario de la guerra de independencia de México. El español Francisco Xavier Mina fue fusilado en la Sierra de Pénjamo, en la zona del Fuerte de los Remedios de este municipio. En agosto de 1811, Albino García libró un nuevo combate contra los realistas en Pénjamo, contra una división mandada por Pedro Moreno, y formada por dragones de San Luis de la Paz y el cuerpo de lanceros. En ese combate atacaron la ciudad de Pénjamo para saquearla e intimidar a José María de la Trinidad Hidalgo y Costilla, hermano del cura Miguel Hidalgo, subdelegado del gobierno virreinal (1759). Este personaje estudió medicina, sin terminar la carrera, pero curaba. Administró la Hacienda al morir su padre y estuvo desempeñando la Jefatura de Armas en Pénjamo, al servicio del gobierno virreinal y en contra de los Insurgentes.
La población fue incendiada en 1815, quedando completamente destruida. Los trabajos de reedificación se iniciaron por el año de 1830. 
El 22 de mayo de 1857, la población adquirió el título de villa, y fue elevada a la categoría de ciudad en el año de 1906 por decreto del gobernador Licenciado Joaquín Obregón González. Actualmente la ciudad cuenta con cerca de 46 000 habitantes, según estimaciones para el año 2015.
El hecho más relevante de la historia de esta ciudad es el nacimiento de Miguel Hidalgo, considerado el Padre de la Patria mexicana, en el año de 1753 en la hacienda de Corralejo.

## Turismo
- Ciudad de Pénjamo, cabecera municipal ofrece un centro histórico con arquitectura colonial en casonas, parroquias y templos, así como en sus diversos jardines y plazuelas. Así mismo es donde se ubican la mayoría de hoteles, restaurantes, cafés y bares.

- Ruta Corralejo, que comprende los edificios de la empresa tequilera Corralejo sobre la carretera federal 90 que comunica Pénjamo con Irapuato, donde se ubica el Bodegón de la Dulce Vita y el Palacio del Tiempo, edificaciones monumentales con estilo colonial y con recorridos entre sus barricas y monumentos, aun costado se localiza la magna glorieta que es la base de la estatua de Miguel Hidalgo, inaugurada en el año 2003 por festejos del 250 aniversario de su natalicio, y que da la bienvenida al municipio. Sobre la carretera estatal Pénjamo-Cueramaro se encuentra la comunidad de Estación Corralejo donde está la tequilera en un casco de hacienda, con el Museo del Vino y la Botella más grande de México y la Catedral del Tequila; unos minutos adelante sobre la misma carretera se encuentra el CAV (Centro de Atención a Visitantes) en la comunidad de ex-Hacienda de Corralejo de Hidalgo donde se encuentran las cocineras tradicionales, galerías y venta de artesanías locales y regionales y el Museo Interactivo Miguel Hidalgo, a unos metros se encuentran los monumentos nacionales que son los cimientos de la casa grande de la hacienda, donde nació y vivió Miguel Hidalgo, el colosal monumento en honor al prócer y la capilla estilo barroco que construyó la familia de Hidalgo.

- Ruta del Tequila, que comprende varias tequileras ubicadas en el Municipio de Pénjamo, y que ofrecen al turista recorridos desde el cultivo del agave hasta su embotellamiento como producto terminado, algunas tequileras son aún artesanales.

- Sierra de Pénjamo, es una Zona Natural Protegida; se extiende por las localidades mexicanas de Pénjamo principalmente, Manuel Doblado y Cuerámaro en el estado de Guanajuato, sus altitudes varían de los 1700 hasta 2500 metros sobre el nivel del mar. En esta sierra, en la parte de la jurisdicción del municipio de Pénjamo, durante la guerra de Independencia de México, fue fusilado el caudillo insurgente Francisco Xavier Mina. Zona de eco-turismo, entre sus bosques, ríos, cañadas y montes. Existen venados en la zona.

- Plazuelas, yacimiento arqueológico ubicado en la comunidad de San Juan El Alto Plazuelas, a pocos kilómetros al oeste de la ciudad de Pénjamo, Guanajuato, en una de las estribaciones de la Sierra de Pénjamo, ocupando un área de 34 hectáreas. Actualmente la zona arqueológica más importante del estado de Guanajuato. Cuenta con Museo de Sitio, cocineras tradicionales, venta de artesanías y recorridos guiados.

## Ubicación

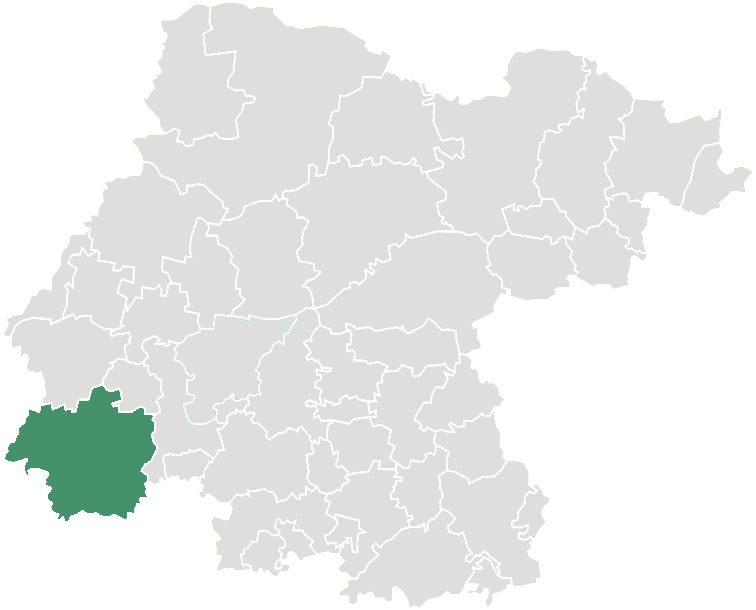
Ubicación de Pénjamo en el estado de Guanajuato.

La ciudad de Pénjamo, cabecera municipal, está localizada a los 101° 42' 22" de longitud al oeste del Meridiano de Greenwich y a los 20° 25' 44" latitud norte, su altura sobre el nivel del mar es de 1700 metros aproximadamente y en algunos lugares como lo es la Sierra de Pénjamo alcanza los 2400 metros sobre el nivel del mar.
Se llega a la ciudad por la carretera federal 90, que comunica a la ciudad de Irapuato con la ciudad de Guadalajara, en el estado de Jalisco. Se localiza a aproximadamente 40 minutos de la ciudad de Irapuato, y a 130 km de León, 1 hr y 30 minutos.
Una gran parte de la ciudad, se asienta sobre las faldas de la Sierra de Pénjamo, otra parte entre la que se encuentra la zona centro, se encuentra en una zona honda, mientras que otra parte de la ciudad se asienta en lomas y poca parte en zona plana, por lo que algunas calles de Pénjamo se encuentran muy elevadas mientras que otras muy lineales.

## Clima
| Parámetros climáticos promedio de Pénjamo | Parámetros climáticos promedio de Pénjamo | Parámetros climáticos promedio de Pénjamo | Parámetros climáticos promedio de Pénjamo | Parámetros climáticos promedio de Pénjamo | Parámetros climáticos promedio de Pénjamo | Parámetros climáticos promedio de Pénjamo | Parámetros climáticos promedio de Pénjamo | Parámetros climáticos promedio de Pénjamo | Parámetros climáticos promedio de Pénjamo | Parámetros climáticos promedio de Pénjamo | Parámetros climáticos promedio de Pénjamo | Parámetros climáticos promedio de Pénjamo | Parámetros climáticos promedio de Pénjamo |
| Mes                                       | Ene.                                      | Feb.                                      | Mar.                                      | Abr.                                      | May.                                      | Jun.                                      | Jul.                                      | Ago.                                      | Sep.                                      | Oct.                                      | Nov.                                      | Dic.                                      | Anual                                     |
| ----------------------------------------- | ----------------------------------------- | ----------------------------------------- | ----------------------------------------- | ----------------------------------------- | ----------------------------------------- | ----------------------------------------- | ----------------------------------------- | ----------------------------------------- | ----------------------------------------- | ----------------------------------------- | ----------------------------------------- | ----------------------------------------- | ----------------------------------------- |
| Temp. máx. media (°C)                     | 21                                        | 22                                        | 26                                        | 27                                        | 30                                        | 28                                        | 29                                        | 26                                        | 26                                        | 25                                        | 24                                        | 22                                        | 28                                        |
| Temp. mín. media (°C)                     | 7                                         | 9                                         | 10                                        | 13                                        | 15                                        | 15                                        | 13                                        | 15                                        | 14                                        | 12                                        | 10                                        | 8                                         | 17                                        |
| Fuente: Weatherbase                       |                                           |                                           |                                           |                                           |                                           |                                           |                                           |                                           |                                           |                                           |                                           |                                           |                                           |

## Escudo
En primer término se encuentra un sabino, e inmediatamente debajo se encuentra el año de la fundación, 1542, al fondo se encuentra la representación del Cerro Grande con un cielo azul y una estrella dorada de 5 picos, abajo del año en el cual nació Miguel Hidalgo, 1753. En la parte superior está la leyenda, "Cuna de Hidalgo San Francisco de Penxamo", y alrededor del escudo la locución en latín Nobilis, Fidelis, Fortis (noble, fiel y fuerte) atribuciones que se les reconocen a sus pobladores.

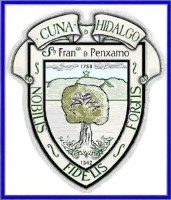
Escudo de la ciudad de Pénjamo, Guanajuato, cuna del padre de la patria Don Miguel Hidalgo y Costilla.

## Infraestructura
La ciudad, ha logrado avances considerables en la infraestructura urbana.[cita requerida]

### Panteones
- Panteón Municipal Pénjamo (con más de 100 años de antigüedad).
- Segunda Sección del Panteón Municipal.
- Panteón Delegación Urbana Santa Ana Pacueco.
- Panteón Privado.

Infraestructura Vialidad y Transporte
En la ciudad de Pénjamo hay una central de autobuses, con las líneas de Coordinados Flecha Amarilla y Primera Plus, junto con Costa de Oro.

### Infraestructura deportiva
- Estadio Pablo Herrera
- Unidad Deportiva Pénjamo Sur
- Unidad Deportiva Pénjamo Norte.
- Módulo Deportivo Xavier Lopéz "Chabelo" (Conocido como "Los Fresnos")
- Módulo Deportivo El Tolento
- Módulo Deportivo Rastro Viejo (Con especialidad de deportes sobre ruedas)
- Módulo Deportivo Las Américas. america, águilas
- Unidad Deportiva de la Delegación Urbana Santa Ana Pacueco.
- Alberca Semi-Olímpica de la ciudad de Pénjamo.

### Parques recreativos
- Parque Lineal Urbano
- Parque Margen del Río, Centro Histórico
- Parque "El Parquesito"
- Plazuela Magisterial
- Plazuela de Los Remedios, Centro Histórico
- Jardín Principal Ana María Gallaga, Centro Histórico
- Plazuela Hidalgo, Centro Histórico.
- Jardín El Sabino, Barrio del Sabino.
- Parque de Lineal Metropolitano, Delegación Santa Ana Pacueco.

### Salud
La ciudad cuenta con varios institutos de salud, uno de ellos considerado uno de los mejores del estado.[cita requerida]
- Hospital General de Pénjamo
- Clínica del ISSSTE
- Clínica del IMSS
- Hospital Comunitario Pénjamo
- Hospital Comunitario de la Delegación Santa Ana Pacueco
- Clínica Particular San Ángel
- Hospital Particular Arboledas

### Educación media y superior
- Colegio de Estudios Científicos y Tecnológicos del Estado de Guanajuato (CECyTEG Pénjamo)
- Colegio Nacional de Educación Profesional Técnica (CONALEP Pénjamo)
- Escuela de Nivel Medio Superior de Pénjamo, perteneciente a la Universidad de Guanajuato (ENMS-UG-Pénjamo).
- Colegio Patria (Institución Privada Católica, que abarca Preescolar, Primaria, Secundaria y Preparatoria)
- Universidad Politécnica de Pénjamo (UPP. La UPP es una institución pública con apoyo y dominio federal).
- Universidad Interactiva y a Distancia en el Estado de Guanajuato (UNIDEG Centro Pénjamo) Institución Pública y La primera universidad en Pénjamo.
- Centro Universitario de Guanajuato (CEUG), campus Pénjamo. Es una institución privada en nivel medio superior y superior.
- Instituto Universitario del Centro de México (UCEM) campus Pénjamo. Institución privada en nivel medio superior y superior.

### Plataformas digitales
Proveedores de TV de paga.
- Cablecom (solo Santa Ana Pacueco)
- Dish
- Mediacom
- Megacable
- Sky

Proveedores de servicios de Internet.
- AT&T
- Megacable
- Telcel
- Telmex
- Axtel

## Extensión
La ciudad se compone de:
- La mancha urbana de la ciudad de Pénjamo
- 4 suburbios:

- Magallanes
- Churipitzeo
- La Estación Pénjamo
- San Rafael de Villaseñor 
- Una delegación urbana, que es Santa Ana Pacueco.

Existen en el municipio 507 localidades, lo que lo hace más complejo a otros municipios.

## Santa Ana Pacueco
Es un importante polo comercial del municipio, es la única delegación de la ciudad, se localiza en el límite con La Piedad, ciudad y municipio del estado de Michoacán. Existe en pie una ex hacienda y templo de este lugar de maravillosa arquitectura, aunque no muy grande la construcción aún revela la belleza que un día fue. Cuenta con más de 15 000 habitantes, lo cual la convierte en la población más grande además de la cabecera municipal. Cuenta con todos los niveles de educación hasta la universidad. Al ser catalogada como delegación urbana los actuales gobiernos municipales han atraído proyectos para su crecimiento y desarrollo, en la avenida Padre Hidalgo la principal arteria de la localidad se encuentran localizadas muchos de los negocios, industrias y oficinas delegacionales del gobierno.

### Historia
Es una población antigua de Pénjamo, fundada como hacienda tuvo un crecimiento moderado y debido a su cercanía con la ciudad de La Piedad Michoacán, con la cual solo se divide por el río Lerma, en las últimas décadas del siglo XX tuvo un crecimiento acelerado, en la población y en su crecimiento económico y de importancia para la ciudad cabecera de Pénjamo. En los primeros años del siglo XXI hubo un intento serio de separación de esta localidad con relación de Pénjamo para constituirse como municipio autónomo del estado, algo que no se logró, pero su mayor resultado fue atraer la atención del gobierno estatal y municipal a las necesidades y demandas de la población cada vez más en aumento. La instalación de una delegación de seguridad pública, oficinas en forma delegacionales para los trámites administrativos, la atracción de una preparatoria, escuelas mejor equipadas, un trazo urbanístico mejor, sistema de transporte, y más atención a las necesidades de esta magno delegación son algunos de los logros de aquel intento de separación. 
Actualmente es una de las zonas a las que más proyectos y atención se le tiene, y sus resultados son notables, en los servicios y velocidad con las que los gobiernos atienden las necesidades de su población. Esto en reflejo de la importancia que tiene para la ciudad de Pénjamo esta delegación.

## Patrimonio

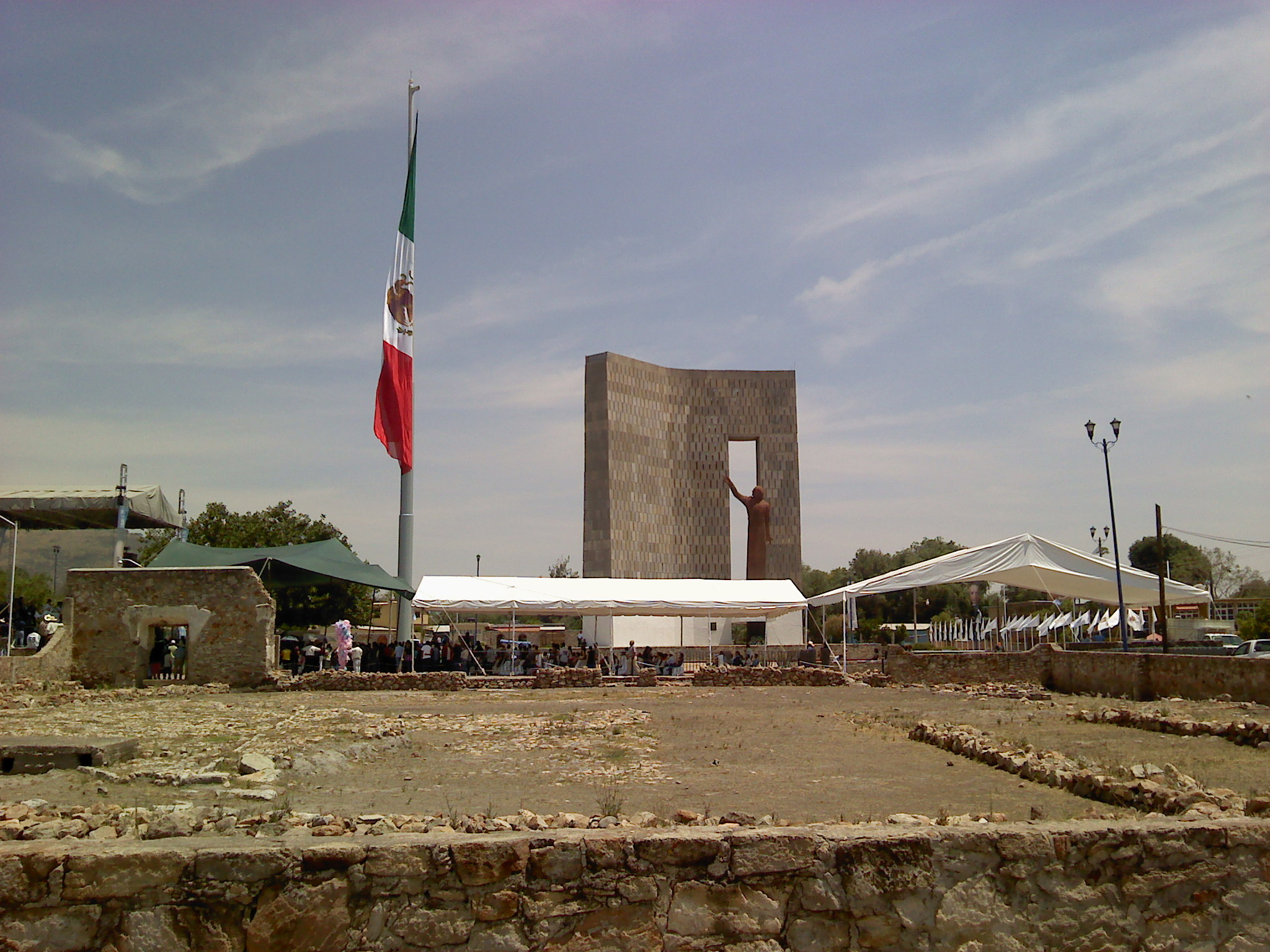
Momuentos Nacionales en Corralejo Pénjamo.

- Hacienda de Corralejo: Cuna de Miguel Hidalgo y Costilla, Padre de la Patria, y cuna de la Independencia de México. Es el lugar donde en 1753 nació Miguel Hidalgo Y Costilla, considerado Padre de la Patria mexicana, de lo que fuese su casa solo queda en pie el frontón de entrada de lo que fue su casa y casona de la hacienda y los cimientos considerados monumentos nacionales. Frente al frontón se acopló una plazuela y un colosal monumento así también una asta bandera monumental. Al costado se localiza una capilla estilo barroco, construida con posterioridad a la casona. Existen recorridos al lugar con sus explicaciones y visitas a la espectacular sierra de Pénjamo. Hay eventos presentes en el lugar sobre todo en la primera semana de mayo, tiempo en el que se realiza la feria en honor de Miguel Hidalgo. También está incluida esta hacienda en la Ruta 2010.

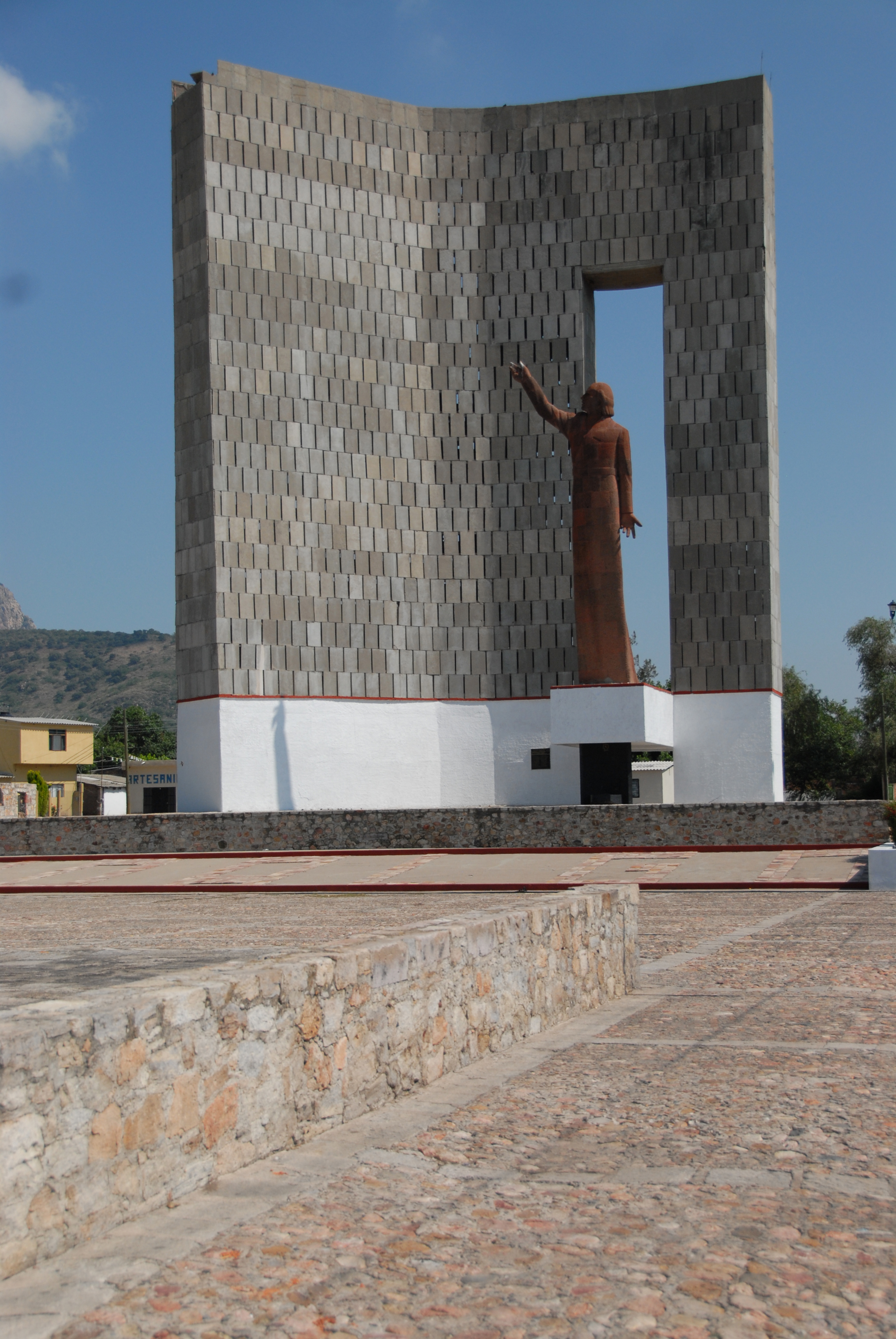
Momuento a Hidalgo en Corralejo Pénjamo.

- Casco viejo de Estación Corralejo: Forma parte de la ruta turística “Corralejo”, puesto que esta comunidad perteneció a la ex hacienda de Corralejo, Cuna de Hidalgo. En este poblado se localiza la tequilera más famosa de la región, tequilera corralejo, siendo sus instalaciones el casco viejo de una casona que han reconstruido manteniendo su encanto colonial. Dentro de la misma se localiza el museo del Vino y la Botella el más grande de México en su tipo. La tequilera se encuentra abierta al público en general, con paseos amenos por las instalaciones, cuenta con la catedral del tequila puesto que este lugar es un punto turístico todo el año. Dentro de las instalaciones también se encuentran barricas, tienda de recuerdos, una colección de objetos antiguos que se usaban en la hacienda, una pequeña capilla, un busto de Hidalgo, amplios jardines y pruebas de los vinos producidos en el lugar. En el entronque de la carretera federal 90 con la carretera estatal Corralejo – Cuerámaro, se localiza la empresa que realiza las famosas botellas de color azul de la tequilera Corralejo, en el lugar se localiza una tienda de recuerdos y en poco un área de barricas de tequila. Asimismo en el entronque se localiza una monumental escultura de Hidalgo con el estandarte de la virgen de Guadalupe iniciando la independencia, formando una enorme glorieta, inaugurado por los 250 años del natalcito de Hidalgo, en el año 2003.

- Plazuelas: Zona arqueológica (la más importante del estado), donde en la entrada de la primavera se realizan en la explanada de las pirámides bailes prehispánicos y eventos. Cuenta también con un museo donde se exhiben las piezas encontradas en el lugar. Excelente sitio para un fin de semana, pues cerca de ahí pasa un río de agua azul muy limpia. Hay carretera pavimentada casi hasta las pirámides y existe estacionamiento y guías para hacer ameno el recorrido, así como los fines de semana existe venta de comida típica de la región y toda la semana venta de recuerdos y artesanías. Agregando que se ha realizado el Festival Internacional del Globo y actualmente, se puede comprar vuelos en globo que recorren la zona de Peralta en Abasolo y finaliza en Plazuelas Pénjamo.

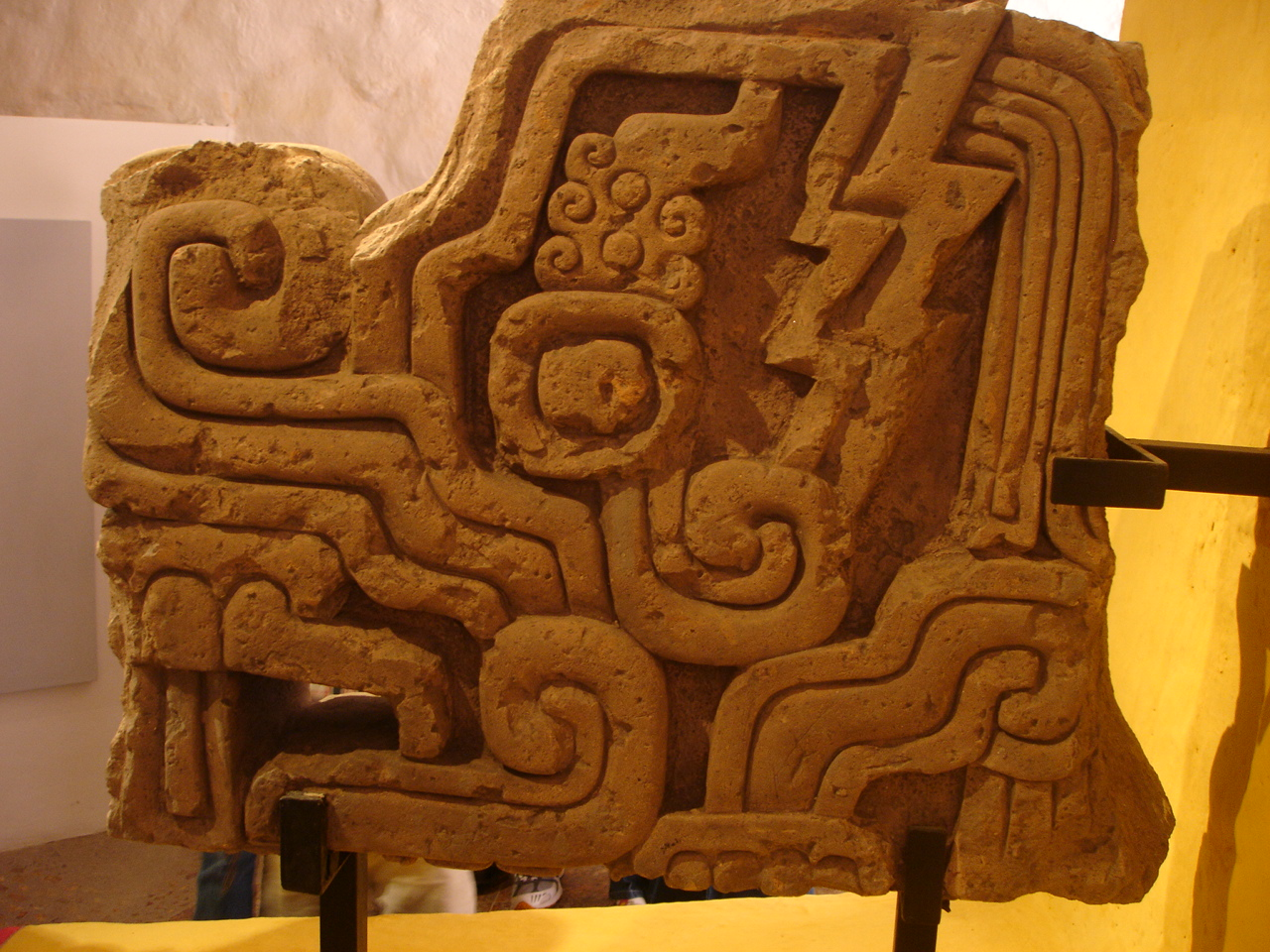
Vista de una de las piezas de la zona
arqueológica de Plazuelas.

- Sierra de Pénjamo: Es un área natural en vía de ser declarada zona natural protegida, compuesta de impresionantes cañones, montes y cerros, ha sido lugar de pasajes de la historia de México, en la guerra de independencia es fusilado el insurgente Francisco Xavier Mina en la zona conocida como Fuerte de los Remedios, la entrada al lugar conocida como la garita, es el límite del municipio de Pénjamo con el municipio de Cuerámaro, pues esta sierra se extiende por varios municipios, pero predominantemente por Pénjamo. En el sitio se encuentran ruinas de antiguas construcciones en la vegetación, un río de agua cristalina e impresionantes peñas.

- La Feria de Mayo: Conocida como "Fiestas de Mayo", se llevan a cabo los últimos días de abril hasta el primer tercio de mayo de cada año, con la invitación de variados artistas de talla nacional e internacional, de acceso gratuito a la feria y la mayoría de los espectáculos de los artistas que se presentan. Existe exposición comercial, ganadera, así también como jaripeos, tardeadas, espectáculos en el lienzo charro, en el palenque, y existen festejos paralelos en la Delegación Santa Ana y en la hacienda de Corralejo, donde se realiza el evento principal de la festividad, la conmemoración del natalicio de Miguel Hidalgo y Costilla el 8 de mayo de 1753, con presencia de autoridades municipales, estatales y federales, a la vez que militares.

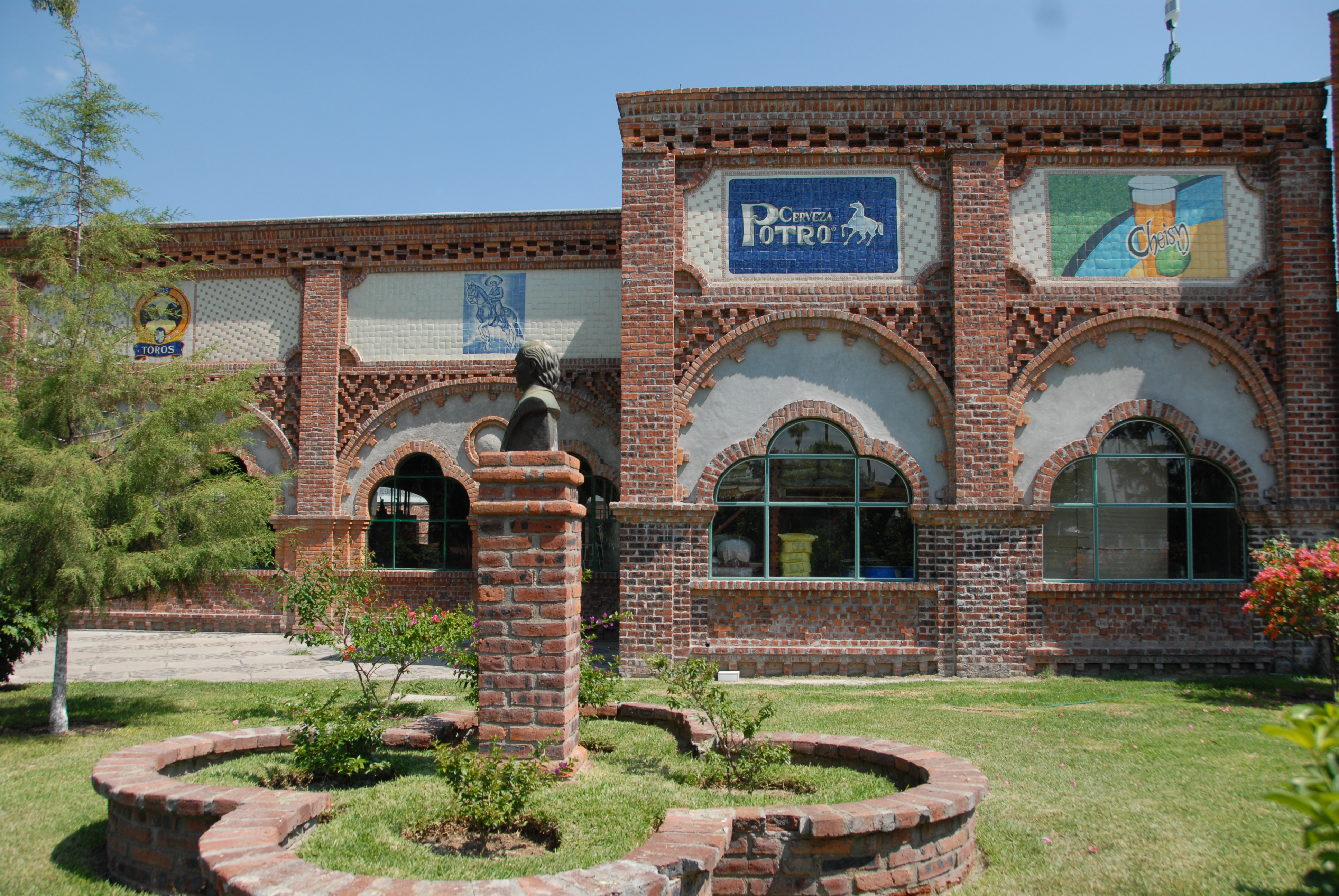
Tequilera Corralejo también conocido como El Palacio de los Espíritus de Pénjamo, uno de los principales atractivos turísticos de la ciudad.

- Festival Cultural de la Fundación: Comprende varios día que por lo general comienzan desde el 6 de noviembre y culminan el 13 del mismo mes, en los que se conmemoran el día de la fundación de la Ciudad, el cual se suscitó, fecha más próxima, el 12 de noviembre de 1542. Esta festividad ha tomado tinte cultural, cada año se tiene de invitado especial a un país y a uno o varios estados de la república mexicana, se desarrollan durante toda la semana presentaciones artísticas, un magno desfile el 12 de noviembre en donde participan los contingentes de los estados mexicanos y del país invitado, finalizando ese día con espectáculos públicos y juegos pirotécnicos. Se realizan exposiciones de fotografías, esculturas, pinturas, carros antiguos, artesanías, etc. Todo lo anterior para resaltar las épocas que ha recorrido la ciudad atreves de los siglos.

- Otros Puntos Turísticos: A lo largo de algunas comunidades pertenecientes a la ciudad de Pénjamo que se encuentran al pie de la sierra como El aguacate, El Tigre, Palo blanco, Guanguitiro y Coporitos, corre el río Huascato de agua cristalina que desemboca en la presa de la Golondrina, misma que abastece de agua los cultivos de trigo y sorgo que se cultivan en los campos de la ciudad. A lo largo de este río se puede observar diversidad de árboles predominando sauces, guayabos y tejocotes, en los cuales habitan gran variedad de aves. Durante la temporada de lluvias la corriente del río incrementa.

## Hermanamientos
La ciudad de Pénjamo está hermanada con las siguientes ciudades del mundo:
- Zapotlanejo, Jalisco (2015)[6]
- Villa Morelos, Michoacán (2017)[7]